# Операција Јужни потез
Операција „Јужни потез” била је посљедња офанзива Хрватске војске (ХВ) и Хрватског вијећа одбране (ХВО) у рату у Босни и Херцеговини. Операција се одвијала од 8. до 11. октобра 1995. године. Циљ операције је било пружање помоћи Армији Републике Босне и Херцеговине (АРБиХ) чије су позиције око града Кључа, заузете током операције „Маестрал”, биле угрожене контраофанзивом Војске Републике Српске (ВРС). Циљеви операције „Јужни потез” су укључивали заузимање Мркоњић Града и позиција на планини Мањачи што би омогућило ХВ и ХВО да директно угрозе Бања Луку. Коначно, офанзива је за циљ такође имала заузимање хидроелектране Бочац, посљедњег значајног извора електричне енергије под контролом ВРС у западном дијелу Босне и Херцеговине. Комбиноване снаге ХВ и ХВО биле су под командом генерал-мајора ХВ Анте Готовине.
Офанзива се одвијала истовремено са операцијом Армије РБиХ „Сана 95”, и допринијела је приморавању руководства Републике Српске на озбиљне мировне преговоре. Примирје је широм земље ступило на снагу 12. октобра, дан након што је офанзива окончана, а ускоро су услиједили преговори који су довели до Дејтонског мировног споразума, којим је окончан рат у Босни и Херцеговини.

## Увод
До 1995. године, АРБиХ и ХВО су се развиле у боље организоване снаге употребљавајући упоредо велики број артиљеријског оруђа и добрих дефанзивних утврђења. ВРС није била у стању да пробије њихову одбрану чак и када њене снаге користе звучну војну тактику, нпр. у бици за Орашје у мају и јуну 1995. Након освајања већег дијела Републике Српске Крајине у операцији „Олуја” у августу 1995, ХВ се фокусира на запад Босне и Херцеговине. Разлог је жеља за стварањем безбједне зоне дуж границе Хрватске и Босне и Херцеговине, успостављањем Хрватске као регионалне силе добијањем заслуга код Запада за привођење крају рата у БиХ. Влада Републике Босне и Херцеговине је поздравила овај потез као допринос њеном циљу успостављања контроле над западном Босном и градом Бањом Луком, главним градом Републике Српске.
Крајем августа 1995, НАТО је започео кампању бомбардовања Републике Српске. Ова кампања је покренута као одговор на други масакр на Маркалама 28. августа, који је изведен након масакр у Сребреници. Ваздушни напади су почели 30. августа, у почетку циљајући противваздушну одбрану ВРС и упадљиве мете у близини Сарајева. Кампања је накратко прекинута 1. септембра, након чега је њен обим повећан циљајући артиљерију и складишта у околина градова. Бомбардовање је настављено 5. септембра, а њен обим је повећан на противваздушну одбрану у близини Бање Луке, до 9. септембра НАТО је исцрпио свој списак циљева у близини Сарајева. Дана 13. септембра, руководство Републике Српске је прихватило захтјев НАТО-а за успостављањем зоне искључења око Сарајева и кампања је прекинута.
Након релативног затишја у борбама на западу Босне, ХВ, ХВО и АРБиХ су покренули заједничку офанзиву против ВРС. ХВ и ХВО компоненте офанзиве, под кодним називом операција Маестрал 2, покренуте су 8. септембра са циљем освајања Јајца, Шипова и Дрвара. Седми корпус АРБиХ напредовао је десно од ХВ и ХВО према Доњем Вакуфу. Како се операција Маестрал 2 приближавала својим циљевима, Пети корпус АРБиХ покренуо је операцију „Сана 95” у околини Бихаћа, са циљем одбацивања ВРС источно од ријеке Сане. АРБиХ је постигла значајне територијалне добитке, напредујући 70 km од Кључа, приближавајући се Санском Мосту и Новом Граду 18—19. септембра, прије него што је напредовање заустављено значајним појачањем ВРС. Контраофанзива ВРС је покренута у ноћи 23/24. септембра из Новог Града, Санског Моста и Мркоњић Града постепено гурајући 5. корпус назад према Босанској Крупи и Кључу, упркос постепеном појачању које је стизало од 7. корпуса АРБиХ. ВРС је пришла на 1000 m од Кључа 6. октобра и контрола АРБиХ над градом је доведена у питање. Као одговор, АРБиХ је затражила помоћ ХВ и ХВО.

## Састав и јачина задејствованих јединица
Прије ове акције одиграла се операција Маестрал, у којој су окупирани Јајце, Шипово и Дрвар од стране ХВ и ХВО-а, те Петровац, Босанска Крупа, Кључ и Доњи Вакуф (тада Србобран) од стране Армије РБиХ. У Шипову је у септембру 1995. успостављена команда и испланирана операција Јужни потез. У акцији су учествовале сљедеће хрватске војне јединице:
- 4. гардијска бригада Хрватске војске, под командом генерала Дамира Крстичевића;
- 7. гардијска бригада Хрватске војске, под командом генерала Ивана Кораде;
- 1. хрватски гардијски здруг, под командом генерала Миљенка Филиповића;
- 1. гардијска бригада ХВО, под командом Антуна Лубурића;
- 2. гардијска бригада ХВО, под командом генерала Станка Сопте Баје;
- 3. гардијска бригада ХВО, под командом Илије Накића;
- специјална јединица МУП-а Херцег-Босне, под командом Златана Мије Јелића;
- 60. гардијско десантна јединица ХВО, под командом пуковника Давора Додига;
- 22. диверзантски одред ХВО, под командом пуковника Предрага Мандића Лије;
- 126. домобранска пуковнија, под командом пуковника Анте Подруга;
- извиђачко-диверзантска јединица главне команде Хрватске војске, под командом Ивице Декалића и
- оперативна група Исток.

Читаву операцију је водио хрватски генерал Анте Готовина, који је касније оптужен за ратне злочине током операције „Олуја”.
На српској страни, одбрану су чиниле бригаде 30. пјешадијске дивизије, једна мјешовита бригада из Оперативне групе 2. и дијелови првог оклопног батаљона Прве оклопне бригаде. 
Десно од Мркоњић Града и планине Лисина, одбрану је држала Трећа српска бригада (мјешовит састав). Директно испред Мркоњић Града налазила се 11. Мркоњићка лпбр. Њен лијеви бок штитила је 7. Купрешка моторизована бригада. У резерви је била Прва шиповачка лака бригада. Одбраном је командовао пуковник Миленко Лазић.
Постоје докази да је у планирању и спровођењу читаве акције учествовало и америчко руководство, на челу са Ричардом Холбруком, који је тада био високи амерички изасланик за Балкан у администрацији Била Клинтона. О томе је касније сведочило и неколико хрватских официра, међу којима и Анте Котромановић. Циљ је био да се изврши притисак на Србију, ради потписивања Дејтонског мировног споразума.
Авиони НАТО-а су у наведеном периоду бомбардовали положаје ВРС, у координацији са нападима хрватских снага на њихове положаје. При томе су уништавани и репетитори, предајници и друга средства комуникације.

## Акција
Операција Јужни потез је почела ујутро 8. октобра 1995. године топовском и тенковском ватром по положајима Војске Републике Српске. Циљ је био да се заузму повољнији тактички положаји, а једини напредак су оствариле 1. гардијска бригада и 126. домобранска пуковнија. Узрок томе је било лоше време и снажан отпор српских снага.
Другог дана је напад одложен због густе магле, а отпочет је артиљеријском ватром и ракетним нападом из два хеликоптера Ми-24. Поново је пружен јак отпор, поготово у рејонима села Лисковица, Бјелајце и Шеховци где је деловала 7. гардијска бригада. Крајем дана су постигнути значајнији помаци.
Команда српске војске је одлучила да се повуче и концентрише снаге око Бање Луке, тако да је отпор бивао све слабији и хрватске снаге су ушле у Мркоњић Град 10. октобра. Борбе су завршене у ноћи између 11. и 12. октобра, када су хрватске снаге прешле у одбрамбену тактику.
Командант оперативне групе која је заузела Мркоњић Град је био генерал Жељко Гласновић звани Глава. Операцију је водио штаб у коме су били генерали Дамир Крстичевић, Анте Готовина, Рахим Адеми, Љубо Ћесић Ројс и др.

## Злочини
Иако је првобитно планирано да се читава операција заврши до 10. октобра, приликом заузимања града погинуо је хрватски бригадир Андрија Матијаш Паук, и то од пријатељске ватре. У знак одмазде, хрватски војници су одлучили да крену у безобзирну освету над цивилима и ратним заробљеницима.
На подручју општине Мркоњић Град је почетком априла 1996. пронађена масовна гробница са 181 жртвом. Обдукцију лешева су урадили патолози Војномедицинске академије из Београда под вођством доктора Зорана Станковића, а уз надзор представника бројних међународних организација. Испитивања су показала да су жртве били војници и цивили, а да су убијани тупим предметима, ножевима и из ватреног оружја.
Укупно су током окупације општине Мркоњић Град убијена 364 лица, од тога:
- 224 војника Војске Републике Српске (од тога у масовној гробници пронађено 131 тијело),
- 3 припадника МУП-а Републике Српске (сва 3 пронађена у масовној гробници), и
- 137 цивила (од тога у масовној гробници пронађена 42 тијела; још је у масовној гробници пронађено и 5 НН тијела).[2]

Према подацима општинске Комисије за ратну штету, хрватске трупе су запалиле и порушиле 3.644 куће, око 700 станова, а 6.017 стамбених објеката је оштећено. Уништени су целокупан сточни фонд, готово сви фабрички погони и опљачкане машине из фирми на подручју општине. Укупна ратна штета је процењена на преко 650 милиона марака.
За ове злочине су покренуте бројне оптужнице пред домаћим и међународним судовима, а некима од осумњичених се судило и у одсуству. Планирана је и тужба општине Мркоњић Град против Републике Хрватске, у циљу надокнаде ратне штете.